# フォールンエンジェル
フォールンエンジェル（Fallen Angel）は、イギリスの競走馬である。主な勝ち鞍は2023年のモイグレアスタッドステークス、2024年のアイリッシュ1000ギニー、2025年のロートシルト賞。

## 概要

### 2歳（2023年）
5月26日のヘイドックパーク競馬場の条件戦をクリフォード・リーを背に初勝利を挙げる。7月26日のスターステークス(L)にてダニエル・ダトホープを背に2着となった。
8月16日のスイートソレラステークス(G3)では逃げ馬を前に見ながら追走して、最後の1ハロンから追い比べに持ち込むと最後は3馬身差で勝利してグループ競走初制覇を果たした。
9月10日のモイグレアスタッドステークス(G1)では3番人気で出走。好発馬を切って逃げるイランイランと差のない2番手を追走。残りの2ハロンのあたりで仕掛けて先頭に立ち、残り1ハロンを過ぎたところでヴェスペルティリオが外から並び掛けて一騎打ちの様相となるも、ゴール前でもう一伸びして1馬身1/4差で勝利。G1初制覇を果たした。

### 3歳（2024年）
5月5日の1000ギニーステークス(G1)に1番人気で出走するもエルマルカの8着に敗れた。
続く5月26日のアイリッシュ1000ギニー(G1)に単勝オッズ3.7倍の1番人気で出走。内枠から好発馬を切ると、内のアザダと並ぶように2頭で後続を牽引。残り2ハロンのところで追い出し始めると後続を寄せ付けずに、2番手に上がってきたアライラックローラに2馬身3/4差を付けてで快勝。前走の敗戦から完璧な内容できっちりと巻き返して、2度目のG1制覇を果たした。
その後は6月21日のコロネーションステークスを目指していたが、調教中の負傷により回避した。

## 血統表
| フォールンエンジェルの血統 | フォールンエンジェルの血統                                     | フォールンエンジェルの血統                                     | （血統表の出典）                                               | （血統表の出典） |
| 父系                       | ミスタープロスペクター系                                       | ミスタープロスペクター系                                       | ミスタープロスペクター系                                       | [ § 2 ]          |
| 父 Too Darn Hot 鹿毛 2016  | 父の父Dubawi 鹿毛 2002                                         | Dubai Millennium                                               | Seeking the Gold                                               | Seeking the Gold |
| 父 Too Darn Hot 鹿毛 2016  | 父の父Dubawi 鹿毛 2002                                         | Dubai Millennium                                               | Colorado Dancer                                                |                  |
| 父 Too Darn Hot 鹿毛 2016  | 父の父Dubawi 鹿毛 2002                                         | Zomaradah                                                      | Deploy                                                         | Deploy           |
| 父 Too Darn Hot 鹿毛 2016  | 父の父Dubawi 鹿毛 2002                                         | Zomaradah                                                      | Jawaher                                                        |                  |
| 父 Too Darn Hot 鹿毛 2016  | 父の母Dar Re Mi 鹿毛 2005                                      | Singspiel                                                      | In The Wings                                                   | In The Wings     |
| 父 Too Darn Hot 鹿毛 2016  | 父の母Dar Re Mi 鹿毛 2005                                      | Singspiel                                                      | Glorious Song                                                  |                  |
| 父 Too Darn Hot 鹿毛 2016  | 父の母Dar Re Mi 鹿毛 2005                                      | Darara                                                         | Top Ville                                                      | Top Ville        |
| 父 Too Darn Hot 鹿毛 2016  | 父の母Dar Re Mi 鹿毛 2005                                      | Darara                                                         | Delsy                                                          |                  |
| 母 Agnes Stewart 芦毛 2012 | 母の父Lawman 鹿毛 2004                                         | Invincible Spirit                                              | Green Desert                                                   | Green Desert     |
| 母 Agnes Stewart 芦毛 2012 | 母の父Lawman 鹿毛 2004                                         | Invincible Spirit                                              | Rafha                                                          |                  |
| 母 Agnes Stewart 芦毛 2012 | 母の父Lawman 鹿毛 2004                                         | Laramie                                                        | Gulch                                                          | Gulch            |
| 母 Agnes Stewart 芦毛 2012 | 母の父Lawman 鹿毛 2004                                         | Laramie                                                        | Light the Lights                                               |                  |
| 母 Agnes Stewart 芦毛 2012 | 母の母Anice Stellato 芦毛 2006                                 | Dalakhani                                                      | Darshaan                                                       | Darshaan         |
| 母 Agnes Stewart 芦毛 2012 | 母の母Anice Stellato 芦毛 2006                                 | Dalakhani                                                      | Daltawa                                                        |                  |
| 母 Agnes Stewart 芦毛 2012 | 母の母Anice Stellato 芦毛 2006                                 | Summer Spice                                                   | Key of Luck                                                    | Key of Luck      |
| 母 Agnes Stewart 芦毛 2012 | 母の母Anice Stellato 芦毛 2006                                 | Summer Spice                                                   | Summer Fashion                                                 |                  |
| 母系(F-No.)                | Grand Duchess(FN:22-d)                                         | Grand Duchess(FN:22-d)                                         | Grand Duchess(FN:22-d)                                         | [ § 3 ]          |
| 5代内の近親交配            | Delsy：S4×M5, Mr. Prospector：S5×M5, Shirley Heights：S5×M5×M5 | Delsy：S4×M5, Mr. Prospector：S5×M5, Shirley Heights：S5×M5×M5 | Delsy：S4×M5, Mr. Prospector：S5×M5, Shirley Heights：S5×M5×M5 | [ § 4 ]          |
| 出典                       | 1. 2. 3. 4.                                                    | 1. 2. 3. 4.                                                    | 1. 2. 3. 4.                                                    | 1. 2. 3. 4.      |